# Александар Гомељски
Александар Јаковљевич Гомељски (рус. Гомельский, Александр Яковлевич; 18. јануар 1928. Кронштадт - 16. август 2005. Москва) је био познати совјетски и руски кошаркашки тренер.
Гомељски је своју тренерску каријеру започео у екипи ЛГС Спартак из Лењинграда. Године 1953, постаје тренер КК АСК Риге, армијског клуба и са њим освојио 3 титула првака Совјетског Савеза и три титуле за редом у Европском купу од 1958 до 1960. Године 1969. постављен је за тренера московског ЦСКА и на тој позицији је био до 1980. године, освојивши 10 титула Совјетског Савеза (1970–1974, 1976–1980), 2 купа СССР (1972—1973) и Куп европских шампиона 1971 а играо је и два пута у финалу овог такмичења 1970 и 1973. године.
Гомељски је водио Совјетску кошаркашку репрезентацију скоро 19 година, освојивши притом 7 титула првака Европе (1961, 1963, 1965, 1967, 1969, 1979, и 1981), 2 титуле светског шампиона (1967 и 1982) и Олимпијску златну медаљу 1988. године. Такође је као тренер водио Шпанију, Француску и САД.
У својим позним годинама, био је председник кошаркашког клуба ЦСКА. Године 1995. постао је члан Кошаркашке Куће славних, а 2007 и члан Куће славних ФИБЕ. Награда за најбољег тренера Евролиге у сезони носи његово име, као и хала у којој игра ЦСКА Москва.